# 永久堡塁 (習志野)
習志野原の永久堡塁（ならしのはらのえいきゅうほるい）は、千葉県船橋市習志野台に存在していた演習用の要塞構造物である。習志野名所の一つ。広く旅順港と呼ばれ親しまれていた。

## 概要
詳細な造成年月日は不明だが、日露戦争後、難攻不落といわれた旅順の堡塁を模して習志野原（陸軍習志野演習場）内に造られた構造物である。日露戦争では、ロシア軍随一の要塞築城の権威といわれたロマン・コンドラチェンコが設計した強固な要塞によって日本軍は苦しめられ、多くの死傷者を出した。当時の日本にとっては欧州の最新の技術・手法が用いられていたロシアの要塞を分析し、その後の戦争に備え、実際に演習に活用することは戦略的に重要な意味を持っていたとも考えられる。実際に何度か演習が行われたとの証言がある。
構造物は「旅順港」、工事で盛り上げられた小高い丘は「203高地」の名称で呼ばれ、地域の子供達の格好の遊び場となっていたが、1962年（昭和37年）、日本住宅公団によって始められた習志野台団地の造成工事に伴い埋められることになった。船橋市はこの構造物の保存の意思を示していたが、高度成長に伴う住居確保の必要性は大きく、公団の合意は得られなかった。現在この構造物は船橋市立習志野台第二保育園周辺の地下に眠っている。

## 酒山砦について
習志野の永久防塁は標高20ｍの坪井谷と坪井台の間の傾斜面に築かれたが、この坪井台には戦国時代には酒山砦（さかやまとりで）という砦が後藤頼勝という武士によって築かれていた。しかし、後北条氏と里見氏の合戦（国府台合戦）時に正木氏によって包囲され、奮戦するも落城している。